# Rauno Aaltonen
Rauno August Aaltonen (7 de janeiro de 1938) foi um piloto finlandês de rali profissional com participações no Campeonato Mundial de Rally durante os anos 70 pelas equipes Datsun, Fiat e Opel.
Antes da criação do Mundial de Rally, Aaltonen competiu no Campeonato Europeu conquistando o título de 1965. Também sagrou-se campeão finladês nos anos de 1961 e 1965. Em 1966 ganhou ao lado de Bob Holden a tradicional prova Gallaher 500 na Austrália.
Aaltonen conquistou o segundo lugar do Safari Rally em seis ocasiões, cujo trajeto é considerado um dos mais difíceis da história. Em 1985 liderou o rally durante duas horas, mas acabou abandonando a prova por problemas mecânicos no motor faltando duas etapas por completar. Outros méritos incluem as vitórias no Rally da Grã-Bretanha em 1965, no Rally de Monte Carlo em 1967 e no Southern Cross Rally em 1977.
Apesar de hoje reconhecido como um dos finlandeses voadores do rally, Aaltonen iniciou sua carreira competindo em barcos de velocidade e posteriormente nas motocicletas, em provas de estrada, velocidade e motocross. Antes de tornar-se o primeiro finlandês campeão europeu de rally, havia sido o primeiro finlandês a vencer um Grand Prix de motociclismo.

## Principais campeonatos
- 1961 - 1000 Lakes rally
- 1961 - Campeonato Nacional (Finlândia)
- 1965 - Campeonato Nacional (Finlândia)
- 1961 - Hankiralli
- 1965 - European Rally Championship
- 1967 - Rallye Automobile Monte Carlo